# Renault 8
El Renault 8 (Renault R8 hasta 1964) es un automóvil del segmento C producido por la fábrica francesa Renault durante la década de 1960 y principios de la década de 1970. El 8 fue lanzado al mercado en 1962 manteniéndose en producción en Francia hasta 1971, en Bulgaria (Bulgarrenault) hasta 1970, y en España hasta 1976. En Rumania, el R8 fue producido bajo licencia entre 1968 y 1971 con el nombre de Dacia 1100.
El diseño del 8 se asemeja al Alfa Romeo tipo 103 (1960), debido a que Alfa Romeo y Renault mantuvieron una relación comercial en las décadas de 1950 y 1960. Renault fabricó en esa época vehículos Alfa Romeo y Alfa Romeo fabricó en Italia el Renault Dauphine (1959-1964), el Renault Ondine (1961-1962) y el R4 (1962-1964).
El R8 (modelo R1130) apareció en julio de 1962 como sucesor del Renault Dauphine. Lo más notable del automóvil era el empleo de frenos de disco en las ruedas delanteras, una característica inédita hasta entonces para vehículos de su tamaño que utilizaban cuatro frenos de tambor. Tenía un motor de 956 c.c. con 44 caballos de potencia.

## Historia y técnica
En octubre de 1960, Philippe Charbonneaux, por encargo de Fernand Picard, que había trabajado en el diseño del Renault 4CV, empezó a trabajar en el Proyecto 113 con el fin de realizar un modelo para sustituir al Dauphine. Finalmente, en 1962 vio la luz el nuevo coche. El proyecto de creación se realizó en un tiempo récord, menos de dos años. El Renault 8, producto de ese proyecto, era un coche que continuaba con el concepto técnico “todo atrás”, con el motor longitudinal colgado tras el transeje formado por caja de cambios y diferencial.
Su simplicidad técnica le confería una robustez mecánica notable que lo convertía en un coche familiar fiable y de escaso consumo. 

	 	 
Mantuvo la robusta transmisión por ejes oscilantes de sus ancestros, los Renault 4CV y Renault Dauphine, modificada  mediante la adición de un tirante de reacción diagonal , que solucionaba la peligrosa tendencia de aquellos a modificar la convergencia por efecto del par de reacción. Sin embargo el sistema no estaba exento de problemas, en particular la tendencia al acuñamiento, inherente a las suspensiones por ejes oscilantes, superada por sus rivales todo atrás , los Simca 1000 y Fiat 850 que empleaban ya un sistema de ruedas semitiradas de anclaje oblicuo.

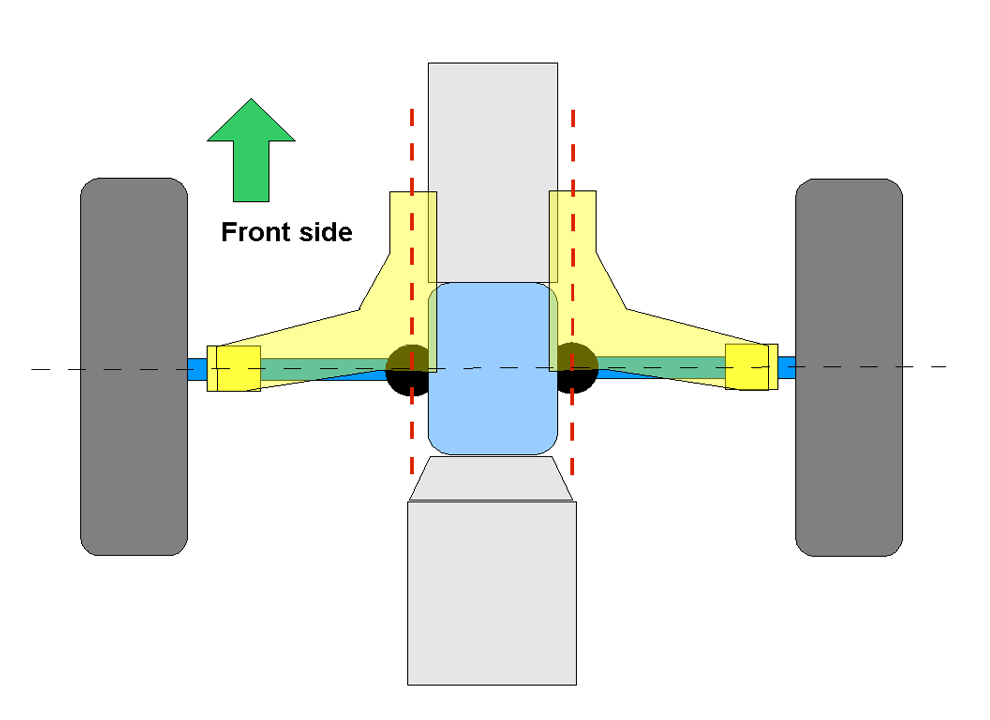
Ejes oscilantes guiados por brazo longitudinal con eje de pivote coincidente con el de la trompeta

A diferencia de estos, la transmisión por ejes oscilantes del Renault 8 no contaba con ningún tipo de articulación en el acoplamiento de los semiejes a la rueda, confiando en su lugar en el guiado estrictamente vertical de las trompetas proporcionado por el brazo diagonal, cuyo eje de pivote coincidía con el de la trompeta. De este modo la rueda, perpendicular a las trompetas, oscilaba en un plano exclusivamente vertical, modificando su ángulo de caída a medida que la carrocería se inclinaba para mantener la mayor parte de la superficie de rodadura en contacto con el asfalto pero manteniendo, a diferencia de sus antecesores, invariable la convergencia.
Para evitar la tendencia inherente de los ejes oscilantes a acuñar la rueda exterior en curvas cerradas, la marca recurrió a elevar notablemente la presión de inflado de los neumáticos traseros, transformando el comportamiento sobrevirador natural del coche en subvirador, reduciendo así la fuerza lateral a la que debieran enfrentarse las ruedas traseras. En vehículos preparados por el contrario se utilizaba una suspensión rebajada que situaba el diferencial por debajo del eje de las ruedas, forzando a estas a adquirir una llamativa caída negativa.
El tren delantero por su parte empleaba el tradicional conjunto de triángulos superpuestos con muelles como resorte y amortiguadores hidráulicos telescópicos de doble efecto, acompañado de una barra estabilizadora en todas las versiones. 
Junto al conservadurismo en las suspensiones el Renault 8 incorporó novedades vistas por primera vez en muchos mercados en un vehículo de gran serie. La dirección empleaba ya un mecanismo de cremallera en lugar del tornillo sin fin de su competencia y los frenos recurrían a un novedoso esquema de discos en las cuatro ruedas que en las unidades fabricadas por FASA pasó a ser mixto, con frenos de disco delanteros y tambores traseros, siendo el primer vehículo fabricado en España que salía al mercado con dicha característica. Otra novedad importante fue la incorporación de los neumáticos radiales a un vehículo de serie. A partir de entonces este tipo de neumáticos se popularizó. La modernidad de sus formas le hicieron ser un coche de aspecto agradable y novedoso para su tiempo. La asimetría en la colocación del logotipo delantero perduró durante mucho tiempo y en bastantes modelos posteriores, hasta la aparición de los modelos de 4 faros en 1973, que incorporaban también pilotos traseros más grandes.

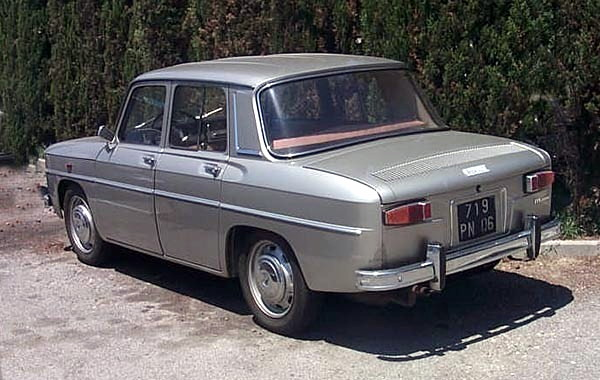
Vista posterior del Renault 8

A lo largo de su vida sufrió distintos cambios que no alteraron básicamente su fisonomía pero sí sus cualidades mecánicas. La incorporación de un "motor Cléon-Fonte" de 1108 cc le confirió un carácter deportivo a la versión TS, análoga al S francés. Con dicha versión se empezó la promoción de jóvenes pilotos de competición a través de la Copa Renault 8 TS, de planteamiento similar a la francesa Copa Gordini. Las reglas, basadas en la igualdad mecánica del vehículo utilizado, hacían que fuera la pericia del conductor la que marcara las diferencias para obtener el triunfo. Los jóvenes de esta forma, aplicando un presupuesto económico, podían adquirir los conocimientos y la soltura necesarios para continuar ascendiendo hasta el pódium profesional posterior. Muchos pilotos de fama tuvieron sus inicios en aquella copa. La Copa TS se ha ido adecuando a los tiempos y sus modelos, los R5 Copa, los Clio y los Mégane actuales sirven de escuela a los jóvenes aficionados.
Se sabe poco sobre una versión especial "R8 RENAULT ALPINE" solo ensamblado en México en su planta de ciudad Sahagun, Hidalgo, entre los años 1973 y 1974 se estima que se produjeron solo entre 50 o 60 unidades, aunque en realidad hay pocos datos históricos, compartía la mecánica del extinto Dinalpin,
Si el 4 CV y el Dauphine sirvieron para consolidar en Francia la imagen de la nueva Renault, en España fue el Renault 8 quien consolidó la imagen de la marca, elevando su posición en el mercado y fijándola en un segundo puesto tras la empresa estatal SEAT con su mítico SEAT 600, y a la que, con el tiempo, lograría desbancar del liderazgo del mercado español.
Cuando en 1976 dejó de fabricarse en Valladolid se habían producido 257.787 unidades en España.

## Versiones
Renault 8, construido por FASA en Valladolid (España).
Año de presentación en Francia: 1962. En España: 1965.
| Periodo                        | 1962-1976 | 1964-1973 | 1962-1966 | 1968-1973 | 1968-1976 | 1964-1966 | 1966-1970 |
| Tipo de motor                  | L4 8v, carburación | L4 8v, carburación | L4 8v, carburación | L4 8v, carburación | L4 8v, carburación de doble cuerpo | L4 8v, doble carburación de doble cuerpo | L4 8v, doble carburación de doble cuerpo |
| Identificación del motor       | 689-01 | 688-02 | 689-01 | 688-06 | 688-09 | 804 | 812 |
| Diámetro x carrera             | 65 mm x 72 mm | 70 mm x 72 mm | 65 mm x 72 mm | 70 mm x 72 mm | 70 mm x 72 mm | 70 mm x 72 mm | 74,5 mm x 72 mm |
| Cilindrada                     | 956 cm³ | 1108 cm³ | 956 cm³ | 1108 cm³ | 1108 cm³ | 1108 cm³ | 1255 cm³ |
| Relación de compresión         | 8,5: 1 | 9,5: 1 | 8,5: 1 | 9,5: 1 | 8,5: 1 | 10,4: 1 | 10,5: 1 |
| Potencia máxima: CV (kW) @ rpm | 48 CV (36 kW) @ 5200 | 50 CV (37 kW) @ 2500 | 48 CV (36 kW) @ 5200 | 50 CV (37 kW) @ 2500 | 60 CV (45 kW) @ 5500 | 96 CV (72 kW) @ 6500 | 103 CV (77 kW) @ 6750 |
| Par máximo: Nm @ rpm           | 72 Nm @ 2500 | 88 Nm @ 2500 | 75 Nm @ 2500 | 88 Nm @ 2500 | 81 Nm @ 3000 | 98 Nm @ 4000 | 117 Nm @ 5000 |
| Suspensión delantera           | Ruedas independientes, tipo dobles triángulos formando trapecio deformable. Tipo de resorte: Muelle helicoidal. Tipo de amortiguador: Hidráulico telescópico. Estabilizador: Barra de torsión anti-balanceo o conos huecos de goma (suspensión aerostable). | Ruedas independientes, tipo dobles triángulos formando trapecio deformable. Tipo de resorte: Muelle helicoidal. Tipo de amortiguador: Hidráulico telescópico. Estabilizador: Barra de torsión anti-balanceo o conos huecos de goma (suspensión aerostable). | Ruedas independientes, tipo dobles triángulos formando trapecio deformable. Tipo de resorte: Muelle helicoidal. Tipo de amortiguador: Hidráulico telescópico. Estabilizador: Barra de torsión anti-balanceo o conos huecos de goma (suspensión aerostable). | Ruedas independientes, tipo dobles triángulos formando trapecio deformable. Tipo de resorte: Muelle helicoidal. Tipo de amortiguador: Hidráulico telescópico. Estabilizador: Barra de torsión anti-balanceo o conos huecos de goma (suspensión aerostable). | Ruedas independientes, tipo dobles triángulos formando trapecio deformable. Tipo de resorte: Muelle helicoidal. Tipo de amortiguador: Hidráulico telescópico. Estabilizador: Barra de torsión anti-balanceo o conos huecos de goma (suspensión aerostable). | Ruedas independientes, tipo dobles triángulos formando trapecio deformable. Tipo de resorte: Muelle helicoidal. Tipo de amortiguador: Hidráulico telescópico. Estabilizador: Barra de torsión anti-balanceo o conos huecos de goma (suspensión aerostable). | Ruedas independientes, tipo dobles triángulos formando trapecio deformable. Tipo de resorte: Muelle helicoidal. Tipo de amortiguador: Hidráulico telescópico. Estabilizador: Barra de torsión anti-balanceo o conos huecos de goma (suspensión aerostable). |
| Suspensión trasera             | Ruedas independientes, tipo ejes oscilates. Con trompetas de tubo metálico oscilantes en el plano vertical por medio de muñones articulados sobre rodamientos de agujas alojados en jaulas desmontables en el traseje, tirantes diagonales de reacción y posicionamiento. Tipo de resorte: Muelle helicoidal. Tipo de amortiguador: Hidráulico telescópico. Estabilizador: N.º Bandas textiles de sujeción del puente en extensión (según versión). Conos huecos de goma sobre las trompetas para evitara acuñamiento (suspensión aerostable). | Ruedas independientes, tipo ejes oscilates. Con trompetas de tubo metálico oscilantes en el plano vertical por medio de muñones articulados sobre rodamientos de agujas alojados en jaulas desmontables en el traseje, tirantes diagonales de reacción y posicionamiento. Tipo de resorte: Muelle helicoidal. Tipo de amortiguador: Hidráulico telescópico. Estabilizador: N.º Bandas textiles de sujeción del puente en extensión (según versión). Conos huecos de goma sobre las trompetas para evitara acuñamiento (suspensión aerostable). | Ruedas independientes, tipo ejes oscilates. Con trompetas de tubo metálico oscilantes en el plano vertical por medio de muñones articulados sobre rodamientos de agujas alojados en jaulas desmontables en el traseje, tirantes diagonales de reacción y posicionamiento. Tipo de resorte: Muelle helicoidal. Tipo de amortiguador: Hidráulico telescópico. Estabilizador: N.º Bandas textiles de sujeción del puente en extensión (según versión). Conos huecos de goma sobre las trompetas para evitara acuñamiento (suspensión aerostable). | Ruedas independientes, tipo ejes oscilates. Con trompetas de tubo metálico oscilantes en el plano vertical por medio de muñones articulados sobre rodamientos de agujas alojados en jaulas desmontables en el traseje, tirantes diagonales de reacción y posicionamiento. Tipo de resorte: Muelle helicoidal. Tipo de amortiguador: Hidráulico telescópico. Estabilizador: N.º Bandas textiles de sujeción del puente en extensión (según versión). Conos huecos de goma sobre las trompetas para evitara acuñamiento (suspensión aerostable). | Ruedas independientes, tipo ejes oscilates. Con trompetas de tubo metálico oscilantes en el plano vertical por medio de muñones articulados sobre rodamientos de agujas alojados en jaulas desmontables en el traseje, tirantes diagonales de reacción y posicionamiento. Tipo de resorte: Muelle helicoidal. Tipo de amortiguador: Hidráulico telescópico. Estabilizador: N.º Bandas textiles de sujeción del puente en extensión (según versión). Conos huecos de goma sobre las trompetas para evitara acuñamiento (suspensión aerostable). | Ruedas independientes, tipo ejes oscilates. Con trompetas de tubo metálico oscilantes en el plano vertical por medio de muñones articulados sobre rodamientos de agujas alojados en jaulas desmontables en el traseje, tirantes diagonales de reacción y posicionamiento. Tipo de resorte: Muelle helicoidal. Tipo de amortiguador: Hidráulico telescópico. Estabilizador: N.º Bandas textiles de sujeción del puente en extensión (según versión). Conos huecos de goma sobre las trompetas para evitara acuñamiento (suspensión aerostable). | Ruedas independientes, tipo ejes oscilates. Con trompetas de tubo metálico oscilantes en el plano vertical por medio de muñones articulados sobre rodamientos de agujas alojados en jaulas desmontables en el traseje, tirantes diagonales de reacción y posicionamiento. Tipo de resorte: Muelle helicoidal. Tipo de amortiguador: Hidráulico telescópico. Estabilizador: N.º Bandas textiles de sujeción del puente en extensión (según versión). Conos huecos de goma sobre las trompetas para evitara acuñamiento (suspensión aerostable). |
| Tracción                       | Propulsión posterior | Propulsión posterior | Propulsión posterior | Propulsión posterior | Propulsión posterior | Propulsión posterior | Propulsión posterior |
| Transmisión                    | Manual, 3 velocidades | Manual, 4 velocidades | Automática, 3 velocidades | Automática, 3 velocidades | Manual, 4 velocidades | Manual, 4 velocidades | Manual, 5 velocidades |
| Peso                           | 755 kg | 760 kg | 765 kg | 770 kg | 780 kg | 795 kg | 850 kg |
| Velocidad máxima               | 130 km/h | 132 km/h | 130 km/h | 132 km/h | 145 km/h | 170 km/h | 174 km/h |
| Consumo combinado (L/100 km/h) | 6,5 | 6,2 | 6,2 | 6,2 | 10,4 | 10,5 | 12,1 |

## Revival
En el Salón del Automóvil de Ginebra de 2009, la marca Dacia presentó un automóvil conceptual inspirado en el antiguo Dacia 1100, versión fabricada en Rumania del Renault 8.